# Brütal Legend
Brütal Legend es un videojuego de acción-aventura y estrategia desarrollado por Double Fine Productions y publicado por Electronic Arts. Es una idea original de Tim Schafer y un juego no lineal. En un principio, el juego iba a ser publicado por Vivendi, pero con la fusión con Activision, fue rechazado el proyecto. Electronic Arts tenía pensado sacar el juego para Wii.
La imagen y voz del protagonista Eddie Riggs corre a cargo del actor y cantante Jack Black en la versión original, y la voz de Santiago Segura en la versión española. Además, también han prestado su imagen y voz diferentes estrellas del rock y metal como son Rob Halford, Lemmy Kilmister, Lita Ford y Ozzy Osbourne.
En 2013 se lanzó el juego por la plataforma Steam para PC, añadiendo un nuevo modo multijugador exclusivo. 

## Argumento
Eddie Riggs (Jack Black) es el roadie de Kabagge Boy, un grupo de heavy metal. Aunque se encuadran a sí mismos dentro del metal, mezclan diversos estilos desvirtuando el género con tal de ganar "un público preadolescente". Durante un concierto, al salvar al guitarrista de la banda, Eddie muere aplastado por parte de la escenografía, pero cuando cae su sangre sobre la hebilla de su cinturón, invoca a una enorme bestia de metal, matando a toda la banda menos al bajista, y teletransportando a Eddie a otro mundo.
En ese mundo, Eddie se despierta en un tenebroso templo donde unos misteriosos monjes van a por él espada en mano para sacrificarlo. Por suerte, Eddie recoge un hacha y la guitarra de la banda, que utiliza como armas para defenderse. Una vez que se ha librado de ellos, escapa a otra parte del templo, donde conoce y se enamora a primera vista de Ophelia (Jennifer Hale), miembro de la resistencia que lucha contra el malvado General Lionwhyte (Rob Halford). Ella le dice que se encuentran en el templo de Ormagöden, la bestia de fuego que después de su muerte creó a los titanes, quienes luego ascendieron a los cielos como dioses del metal y dejaron a los Tainted Coil, sus mascotas, abandonadas en el mundo mortal. Desesperados sin sus amos, los demonios los buscaron incesantemente, solo hallando un pedazo de uña de un titán e, intentando recrearlos, salieron los humanos, iguales en semejanza pero no en tamaño y majestuosidad. Los Tainted Coil toman esto como un fracaso y los odian por no ser como sus amos.
Tras escapar del templo a bordo de un Hot Rod que Eddie creó con las piezas que había allí, Ophelia lo lleva ante el líder de la resistencia y novio Lars Halford (Zach Hanks) y su hermana Lita (Kath Soucie). Allí les explica de dónde sacó a Eddie y los luchadores de la resistencia llegan a la conclusión que Eddie es el "elegido" para salvar su mundo su "destructor".
Tras liberar a los jóvenes Headbangers de las minas, armar a las chicas Razor de la Torre del Placer del General y conseguir la ayuda del Maestro Muerte (Lemmy Kilmister) y sus sanadores, forma el ejército que el mismo bautizó como Ironheade, Lionwhyte ataca la base de la resistencia, Bladehenge, pero logran derrotar a sus tropas con la ayuda de Mangus (Alex Fernández), técnico de escenario, y los "fans" espectrales que emergen de géiseres buscando música. Tras ver que ya no están seguros en Bladehenge, la resistencia pone rumbo a Battersmith, donde está emplazada la Torre del Placer de Lionwhyte, su palacio y base de su ejército. Tras llegar, montan otro "concierto" donde a Eddie le salen alas y toma aspecto demoníaco. Usando sus nuevos poderes a su favor, logra atravesar las puertas de la torre, pero se encuentra con otro obstáculo, la Grieta del Dolor, que es vigilada por torres detectoras de movimiento que disparan flechas, pero igual termina destruyendo dichas torres con la ayuda de los pipas.
Ya dentro del palacio, batallan contra los subordinados del General y salen victoriosos, con Lionwhyte muriendo aplastado por los fragmentos de un espejo gigante, pero no pueden disfrutar de su logro ya que Doviculus, Emperador de los Tainted Coil (Tim Curry) llega al destrozado palacio oliendo la sangre de un demonio llamado Succoria e insulta aLionwhythe, que era su subordinado, por ser un inútil debido a que era humano, Lars lo encara pero es rápidamente asesinado por Doviculus y este se marcha trayendo a sus secuaces para que destruyan la torre. Después de escapar del palacio en ruinas, Lita enfrenta a Ophelia como traidora, debido a que sus padres, luchadores de la resistencia, formaron parte de la Rebelión de Las Lágrimas Negras. Después de beber esta agua maldita que deprime y obliga a matar a otros, cambiarán de bando y lucharán contra los humanos, aplastando los intentos de terminar con los Tainted Coil. Eddie le cree a Lita y abandona a Ophelia. Tras tres meses de vivir en las montañas, nuevos bebedores de Lágrimas, Drowning Doom, atacan a Ironheade, pero son ayudados en el último momento por el Barón de Fuego (Rob Halford) y sus moteros, tras terminar la pelea, el Barón acepta quedarse con Eddie y su ejército sólo porque mataron a Lionwhyte.
Al intentar moverse hacia al Mar de las Lágrimas Negras para sellarlo otra vez, son atacados por Ophelia, quien había bebido las Lágrimas y formado Drowning Doom, destruyendo el puente que Eddie había reparado y obligándolo a él y a Lita a buscar andamios para reconstruirlo en Bladehenge, ahora invadido por los Tainted Coil. Tras volver y arreglar el puente, Eddie, Lita y el Barón son capturados por las amazonas Zaulia. Cuando están a punto de ser sacrificados por la tribu, su líder, Rima (Lita Ford), los perdona ya que le encuentra a Eddie un gran parecido con Riggnarok, héroe de la resistencia que viajó hacia el futuro para traer los secretos que los Titanes habían dejado atrás después de su ascensión, pero que jamás volvió.
Aun con su ejército derrotado, Ophelia sigue negando que es una espía de Doviculus y dice que Eddie es el traidor. Mientras discuten, Doviculus aparece y confirma que Ophelia no es Succoria, sino una malvada emperatriz de los Tainted Coil que también viajó en el tiempo buscando los secretos, pero cayó en desilusión al ver que los humanos ganaron la guerra, Riggnarok, quien la había seguido, intenta asesinarla, pero se apiadó de ella y se enamoraron, siendo fruto de su relación Eddie, pero la ascendencia demoniaca no es lo único que salió de Eddie, también los secretos de los Titanes y a partir de ellos, Doviculus creó un poderoso ejército capaz de destruir a la humanidad. Ya no siéndole útil, Doviculus le arranca el corazón a Ophelia, llevándose sus poderes y haciéndola desaparecer, y se entabla en combate con Eddie mientras Ironheade lucha con los Tainted Coil. La batalla llega a su fin con la decapitación de Doviculus.
Escapando del Templo de las Lágrimas Negras, Eddie encuentra a Ophelia en el fondo del mar y la salva, reavivando su mutuo amor mientras Ironheade celebra la victoria sobre los demonios. De vuelta en Bladehenge, se erige una estatua en honor a Lars y Lita sigue la pelea al mando del ejército contra los enemigos restantes. Estando presente en la ceremonia, Eddie mantiene su carácter de pipa, quedándose fuera del escenario para que otros se vean bien. Jurándole a sus amigos que nos los olvidará, él se marcha en su auto siendo observado por Ophelia, que llora una sola lágrima negra mientras lo ve dirigirse hacia el horizonte.

## Sistema de juego
Eddie posee un gran hacha con aspecto místico, The Separater (La Separadora), con el que acaba con la vida de sus enemigos; y una guitarra con forma parecida a una Gibson Flying V que afinaba en el mundo real, Clementine, la cual al tocar desencadena poderes destructivos como provocar terremotos o prender en llamas a los enemigos. Durante la historia, se encontrarán tablaturas para aumentar el número de canciones con la guitarra, cada una con un efecto diferente. El mundo posee una gran llanura y, para recorrerla, Eddie se construye un vehículo hot-rod, The Deuce (al que llamará Quitadruidas), el cual se irá mejorando al conseguir nuevas piezas o en talleres que se encuentre durante la aventura. También nos sirve para aplastar a los enemigos que aparezcan por medio.
Durante el juego, se podrá ir reclutando unidades e ir dándoles órdenes. Entre las unidades podemos encontrar los "headbangers", "groupies", porteros, bailarinas o "pipas". Las diferentes "unidades" poseen un movimiento cooperativo único, como rodear a Eddie y protegerlo; o acabar con los enemigos mediante el sonido de los altavoces.
Por otro lado al iniciar la historia, el jugador puede optar por dejar el juego con su característico gore y lenguaje soez o suprimir estos caracteres disminuyendo su violencia pero aun conserva la clasificasion PEGI 18 y ESRB (M-17) Mature 17.
El juego cuenta con algunas características extras:
- En función del tipo de lucha la música es distinta.
- En una batalla, se van obteniendo fans que deberás contentar con los solos de guitarra. Allí donde aparezcan debes construir puestos de merchandising para convertirlos en auténticos fanes de nuestra banda.
- Además de las misiones principales, hay misiones secundarias para mejorar las habilidades y obtener objetos nuevos.
- Cuenta con un modo multijugador en línea de luchas entre ejércitos.

## Desarrollo

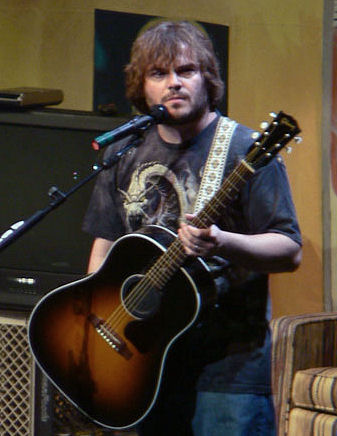
Jack Black es la imagen y voz del protagonista, Eddie Riggs

El juego se desarrolla en la "era del metal", una tierra donde el paisaje se compone de montañas de altavoces o neumáticos o de huesos apilados, rocas con forma de guitarras, árboles que dan barriles de cerveza... Hay muchas referencias a elementos reales como portadas de algunos álbumes del género e incluso algunas misiones están basadas en canciones como "Ride the Lightning" o "Run to the Hills".
Como colofón a este mundo metalero, el protagonista de la historia, Eddie Riggs, con la imagen y voz del actor y cantante Jack Black. Pero no está solo, porque otras estrellas del rock participan poniendo la imagen y voz, como son el caso de Lemmy Kilmister, que estará personificado como el Maestro Muerte; o Rob Halford, cuya voz da vida a El barón y al General Lionwhyte, uno de los villanos. 

### Banda sonora
La banda sonora de Brütal Legend contiene 107 canciones de heavy metal de 75 bandas diferentes, seleccionadas por Schafer y Emily Ridgway, siendo cada canción una "elección completamente sincera destinada a ser amada por los fans del metal".
Lista completa de la banda sonora:
| Canción                             | Artista                |
| ----------------------------------- | ---------------------- |
| "A Serpentine Grave"                | Bishop of Hexen        |
| "Ad Noctis"                         | Rotting Christ         |
| "Am I Evil?"                        | Diamond Head           |
| "Angel Witch"                       | Angel Witch            |
| "Angels Don't Kill"                 | Children of Bodom      |
| "Assault Attack"                    | Michael Schenker Group |
| "Back at the Funny Farm"            | Motörhead              |
| "Battle Angels"                     | Sanctuary              |
| "Battle Hymn/One Shot at Glory"     | Judas Priest           |
| "Believer"                          | Ozzy Osbourne          |
| "Betrayal"                          | Lita Ford              |
| "Birth of the Hero"                 | Tvangeste              |
| "Blackout"                          | Scorpions              |
| "Blitzkrieg"                        | Deathstars             |
| "Bomber"                            | Girlschool             |
| "Breadfan"                          | Budgie                 |
| "Cathode Ray Sunshine"              | Dark Tranquillity      |
| "Children of the Grave"             | Black Sabbath          |
| "Crack the Skye (Instrumental)"     | Mastodon               |
| "Cremation"                         | King Diamond           |
| "Cry of the Banshee"                | Brocas Helm            |
| "Dawn of Battle"                    | Manowar                |
| "Deadly Sinners"                    | 3 Inches of Blood      |
| "Destroy the Orcs"                  | 3 Inches of Blood      |
| "Diary of a Madman"                 | Ozzy Osbourne          |
| "Die For Metal"                     | Manowar                |
| "Dr. Feelgood"                      | Mötley Crüe            |
| "Drink the Blood of the Priest"     | Brocas Helm            |
| "Fast as a Shark"                   | Accept                 |
| "For the Glory Of"                  | Testament              |
| "Free Your Hate"                    | KMFDM                  |
| "Frost"                             | Enslaved               |
| "Girlfriend"                        | Kabbage Boy            |
| "God of Thunder"                    | Kiss                   |
| "Goliaths Disarm Their Davids"      | In Flames              |
| "Hall of the Mountain King"         | Savatage               |
| "Her Ghost in the Fog"              | Cradle of Filth        |
| "High Speed Dirt"                   | Megadeth               |
| "Holiday"                           | Scorpions              |
| "Igniisis Dance"                    | Wrath of Killenstein   |
| "In the Black"                      | Motörhead              |
| "Insomnia"                          | Dark Fortress          |
| "Kickstart My Heart"                | Mötley Crüe            |
| "Lay It Down"                       | Ratt                   |
| "Leather Rebel"                     | Judas Priest           |
| "Live Wire"                         | Mötley Crüe            |
| "Loke"                              | Enslaved               |
| "Love Dump"                         | Static-X               |
| "Machine Gunn Eddie"                | Nitro                  |
| "March of the Crabs"                | Anvil                  |
| "Marching Off to War"               | Motörhead              |
| "Master Exploder"                   | Tenacious D            |
| "Murmaider"                         | Dethklok               |
| "Metal Church"                      | Metal Church           |
| "Metal Storm/Face the Slayer"       | Slayer                 |
| "Metal Thrashing Mad"               | Anthrax                |
| "More Than Meets the Eye"           | Testament              |
| "Mr. Crowley"                       | Ozzy Osbourne          |
| "Mr. Scary"                         | Dokken                 |
| "Narita"                            | Riot                   |
| "Never Say Die!"                    | Black Sabbath          |
| "Nightstalker"                      | Cloven Hoof            |
| "No Love Lost"                      | Carcass                |
| "Oblivion (Instrumental)"           | Mastodon               |
| "Overnight Sensation"               | FireHouse              |
| "Painkiller"                        | Judas Priest           |
| "Progenies of the Great Apocalypse" | Dimmu Borgir           |
| "Pure Evil"                         | Iced Earth             |
| "Queen of Desire"                   | Ostrogoth              |
| "Queen of the Masquerade"           | Crimson Glory          |
| "Riding the Storm"                  | Running Wild           |
| "Rip the System"                    | KMFDM                  |
| "Road Racin"                        | Riot                   |
| "Rock Bottom"                       | UFO                    |
| "Rock of Ages"                      | Def Leppard            |
| "Skeleton on your Shoulder"         | Coroner                |
| "Snap Your Fingers, Snap Your Neck" | Prong                  |
| "So Frail"                          | Mirrorthrone           |
| "Soul Thrashing Black Sorcery"      | Skeletonwitch          |
| "Stigmata"                          | Ministry               |
| "Still of the Night"                | Whitesnake             |
| "Sulphur Injection"                 | Apostasy               |
| "Superbeast"                        | Rob Zombie             |
| "Swords and Tequila"                | Riot                   |
| "Symptom of the Universe"           | Black Sabbath          |
| "Tag Team"                          | Anvil                  |
| "Technical Difficulties"            | Racer X                |
| "The Axeman"                        | Omen                   |
| "The Beautiful People"              | Marilyn Manson         |
| "The Hellion/Electric Eye"          | Judas Priest           |
| "The Metal"                         | Tenacious D            |
| "The Somber Grounds of Truth"       | Bishop of Hexen        |
| "The Wild and the Young"            | Quiet Riot             |
| "Thieves"                           | Ministry               |
| "Through the Fire and Flames"       | DragonForce            |
| "Thus Spake the Nightspirit"        | Emperor                |
| "Tornado of Souls"                  | Megadeth               |
| "Warriors Dawn"                     | Slough Feg             |
| "(We Are) the Road Crew"            | Motörhead              |
| "Welcome Home"                      | King Diamond           |
| "Wheels of Steel"                   | Saxon                  |
| "When the Night Falls"              | Iced Earth             |
| "Witches"                           | Candlemass             |
| "World of Hurt"                     | Overkill               |
| "Y.R.O."                            | Racer X                |
| "Youth Gone Wild"                   | Skid Row               |
| "Zoom Club"                         | Budgie                 |

## Datos de interés
El nombre de Eddie puede ser una referencia a Iron Maiden, "Eddie" es el nombre su mascota y "Riggs", el apellido de su creador y diseñador gráfico.
Dentro del juego existe una criatura llamada Ormagöden, quien era el creador del mundo del metal (y con su muerte, el heavy metal). Esta criatura está basado en Snaggletooth, mascota de la banda Motörhead, aunque por las descripciones de como actuaba, también se podría deducir que tenía el comportamiento de Metallian, la mascota de la portada Defenders of the Faith, de Judas Priest, con la siguiente oración:
Emergiendo de las tinieblas donde el infierno no tiene piedad y los gritos de venganza hacen eco por siempre. Sólo aquellos que mantienen su fe se librarán de la ira de Metallian... Maestro de todo el metal.

### Secuela
Double Fine creyó que se les dio el visto bueno para desarrollar una secuela de Brütal Legend después del lanzamiento del juego y había invertido una gran cantidad de tiempo de desarrollo en esta dirección, pero más tarde EA les dijo que esta había sido cancelada. Schafer dijo que la secuela probablemente incorporaría gran parte del contenido que tuvieron que remover antes del lanzamiento del juego. El mundo del juego habría sido tres veces mayor que lo que Brütal Legend contenía. La secuela probablemente habría incluido una cuarta facción que fue cortada del juego original, que habría sido el último grupo importante que el jugador tendría que combatir, incluyendo un importante personaje jefe, antes de las batallas finales con Doviculus. Schafer señaló además que al final del juego original, la cabeza Doviculus cae en el Mar de Lágrimas negras, y sugirió que el mismo efecto que el mar tenía sobre Ophelia podría pasar a Doviculus. Schafer también tenía ideas para una trama con un personaje con la voz de Ronnie James Dio, pero probablemente no se utilizará debido a la muerte de Dio.
La cancelación de la secuela casi arruinó a Double Fine, ya que habían invertido todos los esfuerzos actuales hacia el título. En lugar de una secuela, Double Fine comenzó a trabajar en cuatro proyectos más pequeños, basado en prototipos que habían creado en "Amnesia Fortnights", durante el período de desarrollo donde habían carecido de un editor. En estas sesiones de dos semanas, el equipo de Double Fine se dividió en cuatro grupos, cada uno encargado de crear un pequeño prototipo de juego para compartir con el resto de la compañía; los cuatro minijuegos fueron bien recibidos internamente. Al enterarse de la cancelación de la secuela, Schafer y su equipo comenzaron a promover estos juegos, y fueron capaces de obtener ofertas editoriales de los cuatro títulos. Los juegos serán capaces de tomar ventaja del motor de mundo de juego personalizado y otros activos que habían creado para Brütal Legend. Los títulos se consideraron éxitos financieros, permitiendo que Double Fine se recuperara y proseguiera desarrollando juegos, aunque alejándose de grandes lanzamientos AAA.
En 2013, Schafer afirmó seguir interesado en una secuela de Brütal Legend, pero que requeriría una financiación y los recursos necesarios para que esto ocurra como un desarrollador independiente.